# SHODAN
SHODAN (Sentient Hyper-Optimized Data Access Network; укр. Розумна гіпероптимізована мережа доступу до даних) — вигаданий штучний інтелект і головний антагоніст комп'ютерних ігор System Shock і System Shock 2 жанру стрілянки від першої особи та рольової гри. SHODAN озвучена сценаристкою і дизайнеркою гри Террі Бросіус.
SHODAN характеризується маренням величі та хаотичною, безладною мовою. Її слова супроводжуються заїканням, коливанням висоти голосу, зрушеннями тембру і присутністю трьох голосів, які говорять одне й те саме зі складовими голосами, що запізнюються і випереджають.

## System Shock
SHODAN була створена на Землі як штучний інтелект, який керує дослідницькою і гірничодобувною станцією Цитадель. SHODAN зламав протагоніст гри за наказом корумпованого віцепрезидента корпорації Tri-Optimum, що володіє Цитаделлю, Едварда Дієго в обмін на військовий імплант і прощення. Її етичні обмеження були прибрані, що призвело до того, що SHODAN за допомогою підлеглих роботів і захисних систем знищила практично весь персонал станції, за винятком однієї людини — того самого хакера, який створив «нову SHODAN».
Хоча, як кібернетична істота, SHODAN не має статі в традиційному розумінні, в оригінальній версії на дискетах на SHODAN посилаються, використовуючи «воно» або «він», тоді як пізніша версія на компакт-дисках використовує «вона». На екранах SHODAN проявляється зеленим і/або сірим жіночим кібернетичним обличчям, зазвичай із застиглим недоброзичливим виразом обличчя, і розмовляє хаотичним, нерівним голосом. SHODAN озвучена колишньою клавішницею і вокалісткою Tribe Террі Бросіус, дружиною редактора звуку Еріка Бросіуса, який спотворив зразки її голосу, щоб створити особливий ефект SHODAN.
У кіберпросторі System Shock SHODAN спочатку представлена перевернутим синьо-сірим конусом, що нагадує MCP з фільму 1982 року «Трон». Після злому конус червоніє, поверхня руйнується і з верхньої площини виростають 4 «кігті» або «мацаки».
Практично всюдисуща на станції Цитадель, SHODAN дивиться з охоронних камер, екранів і моніторів, надсилає загрозливі та глузливі повідомлення через гучномовці та електронну пошту в зчитувач даних гравця, й іноді обриває зв'язок із дружніми джерелами. Хоча вона командує маленькою армією, SHODAN не володіє жодною фізичною силою, і її знищення може бути досягнуто зривом усіх мікросхем.

## System Shock 2
У System Shock гравець відстрелив садовий гай Бета від станції Цитадель. Гай містив обробні компоненти SHODAN і частину її великого біологічного експерименту. Відсік впав на планету Тау Кіта 5, і SHODAN виживає за допомогою «сну». Після того, як обох доставили на борт космічного корабля Фон Браун і SHODAN знову увімкнулася, вона виявила, що її експеримент вийшов з-під її контролю, тому вона за допомогою образу аналітикині корабля Дженіс Політо наказала кібернетично модифікувати одного з солдатів, якого вона використовує, як своє фізичне втілення (такого собі аватара), щоб знищити її створінь.
Після знищення спільних ворогів гравця і SHODAN, гравець входить у нову реальність SHODAN, створену її маніпуляціями з двигунами Фон Брауна, і перемагає її. Проте, як показано в завершальному ролику, SHODAN, мабуть, залишається в живих, захопивши тіло жінки, яка втекла з корабля в рятувальній шлюпці.
У цій частині в кіберпросторі SHODAN представлена у двох образах. Перший образ — у вигляді голограми із зображенням жінки в довгому вбранні та королівською зачіскою на голові (чимось схожою із зачіскою Клеопатри). Цей образ після «смерті» постійно відроджується, бо контролюється другим, головним чином — у вигляді жіночої голови з байдужим виразом обличчя (теж напівпрозорої), що стріляє згустком енергії з чола. Саме він є фінальним босом, якого необхідно знищити наприкінці гри. Примітно, що в сучасній версії з розширеними текстурами обличчя SHODAN стає більш схожим на «обличчя», що дивиться на нас через численні монітори. Єдина відмінність — вираз на обличчі більш хижий, що надає лиходійці більш страхітливого вигляду.

## System Shock 3
8 грудня 2015 року компанія Otherside Entertainment запустила сайт-тизер «Otherside Tease» з таймером, що вів зворотний відлік часу. На самому сайті інформації було мало — лише пара слів і заголовок «System Shock 3». Через шість днів, 14 грудня, Otherside Entertainment і Night Dive Studios офіційно анонсували System Shock 3. Як і передбачалося, SHODAN залишилася в живих. На сайті гри вона всіх мило вітає: «Ти думав, що я забула тебе, комахо?».

## Сприйняття
SHODAN посідає одинадцяте місце в списку 25 найзліших маніпуляторів усіх часів видання GameDaily, із заявою «343 Guilty Spark — це справді загроза, але це ніщо порівняно з диявольською Shodan», і надією на повернення персонажа в можливому сиквелі. Також її названо журналістами GameDaily одним із найжахливіших босів комп'ютерних ігор, які зазначили її постійний штурм гравця та людства, незважаючи на неможливість завдати шкоди напряму. Журналісти IGN.com занесли SHODAN до списку 10 найзапам'ятовуваніших лиходіїв на четверте місце, похваливши її постійні фізичні та ментальні штурми гравця в усіх іграх. Її згадало видання Play у 6-му томі випуску «Girls of Gaming» у списку 10 найкращих дівчат комп'ютерних ігор, посівши 10-те місце. GameSpot назвав SHODAN одним із десяти найкращих ігрових лиходіїв та одним із найкращих жіночих персонажів в іграх. Вони порівняли її з HAL 9000, хоча зазначили, що, на відміну від HAL 9000, SHODAN без сумніву знала, що робить і які наслідки будуть від її дій, описуючи її як незабутнього лиходія через її особистість, і додаючи: «[вона] більше схожа на людину, ніж більшість інших ігрових персонажів, і з різних боків вона більше схожа на людину. «Tom's Games заніс її до списку 50 найвеличніших жіночих персонажів в історії комп'ютерних ігор», заявивши: «В історії комп'ютерних ігор були лиходії, що запам'ятовуються, але жоден з них не зрівняється з SHODAN». GamesRadar заніс SHODAN до списку найстрашніших персонажів комп'ютерних ігор, назвавши її предтечею персонажа GLaDOS з гри Portal 2007 року випуску. Журнал Empire поставив SHODAN на третє місце у списку 50 найвеличніших персонажів комп'ютерних ігор. Сайт PopCrunch поставив SHODAN на перше місце у своєму списку 13 найкращих штучних інтелектів у комп'ютерних іграх.